# Гарнверд
Гарнверд (нід. Garnwerd) — село в нідерландській провінції Гронінген. Входить до муніципалітету Вестерквартір.
Його площа становить 0,20км², а населення станом на 2021 рік складало 340 осіб.
Перші згадки про населений пункт датуються  10-11 сторіччями.

## Галерея

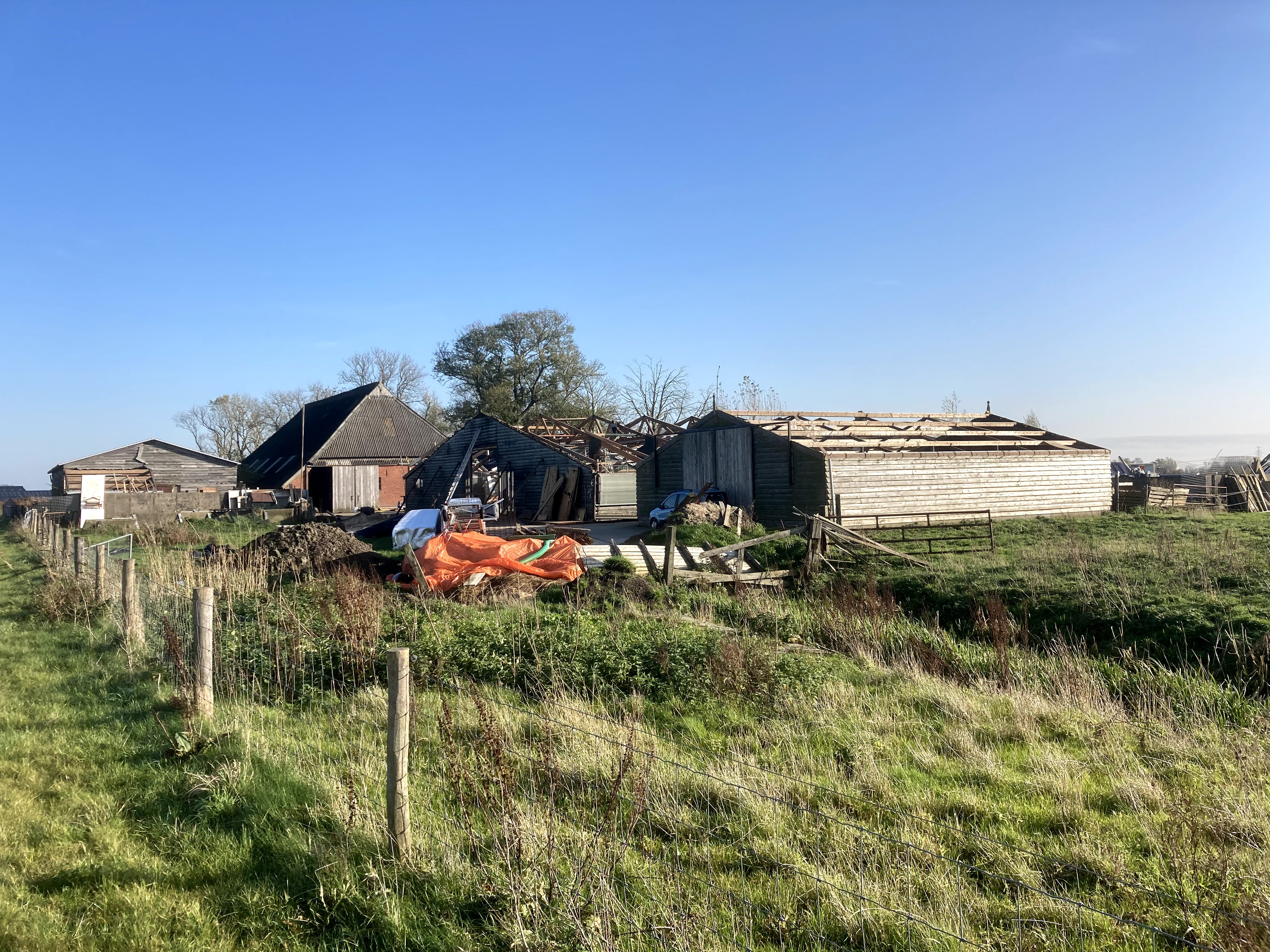
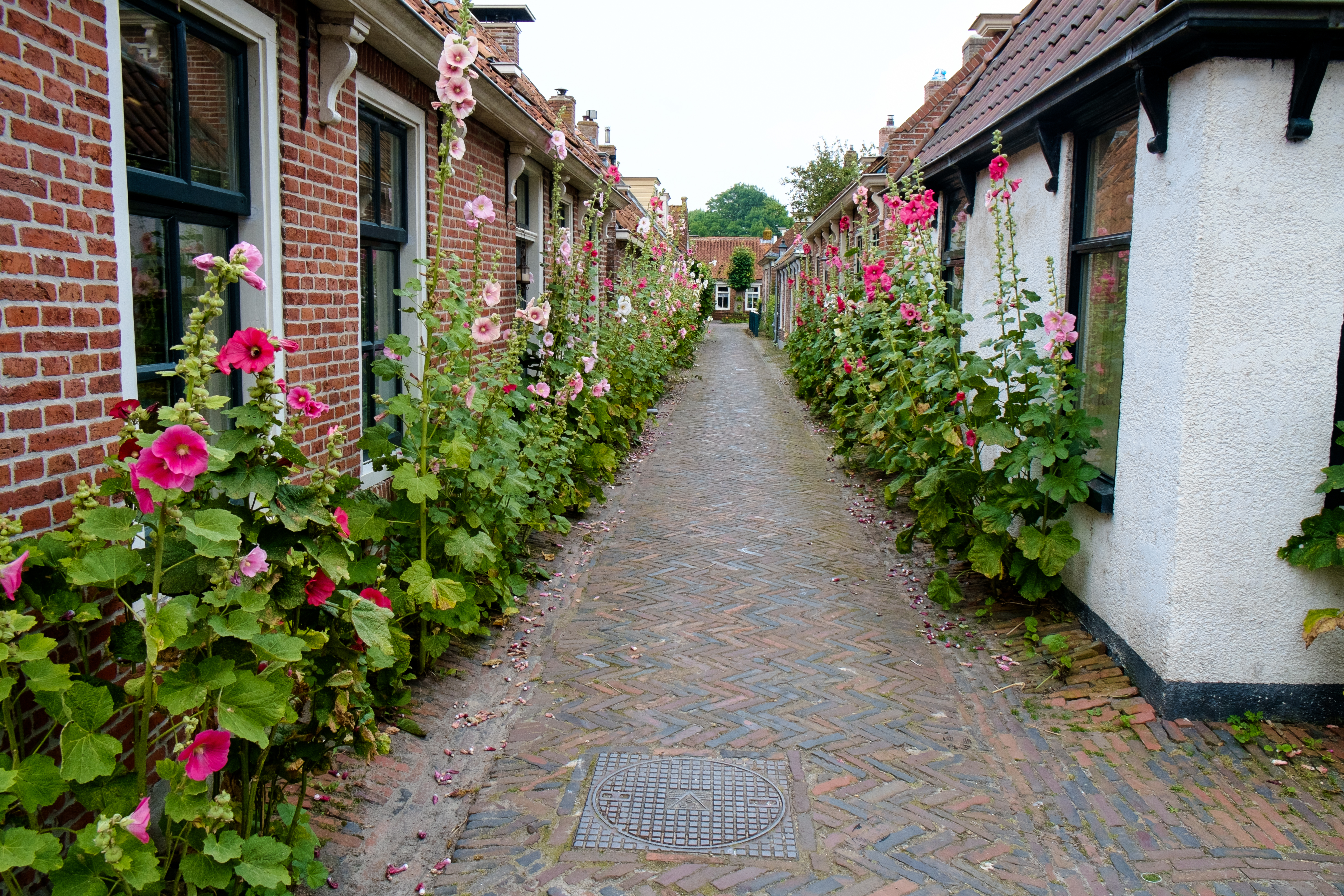
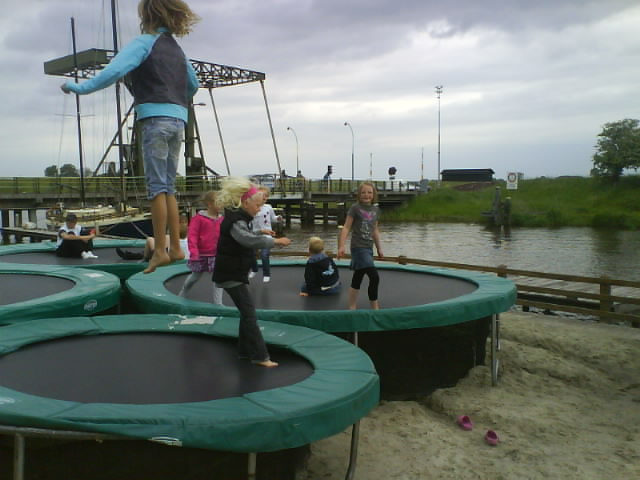
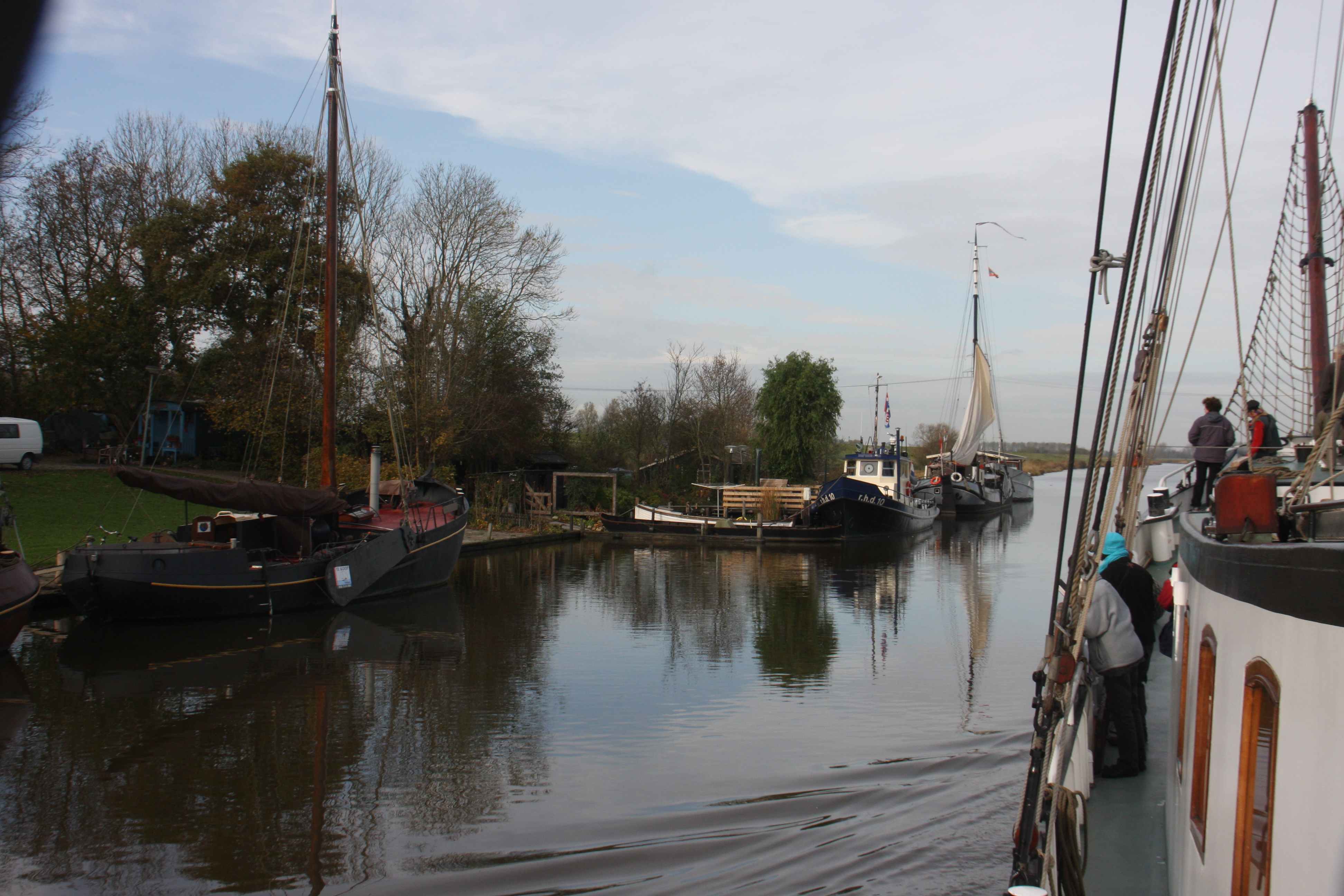